# Europejska Unia Esperancka

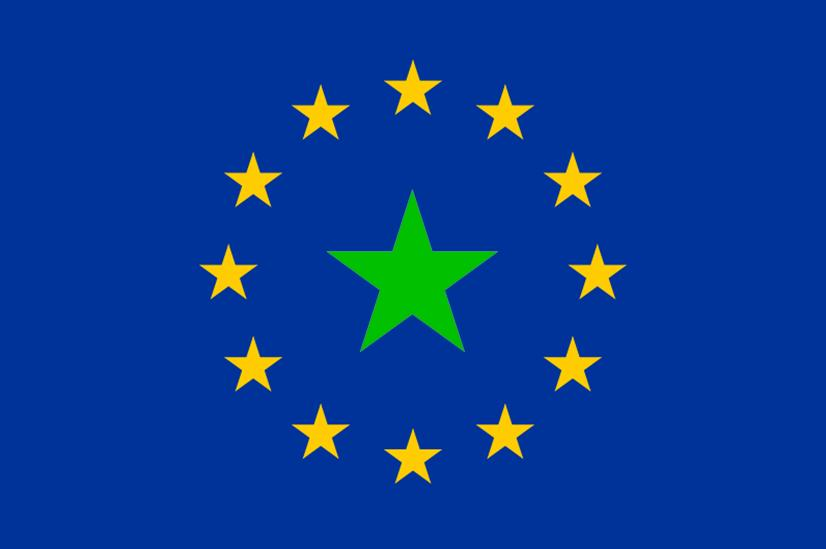
Flaga Europejskiej Unii Esperanckiej

Europejska Unia Esperancka (eo. Eŭropa Esperanto-Unio) – związek krajowych stowarzyszeń esperanckich państw członkowskich Unii Europejskiej. Co dwa lata odbywają się kongresy Europejskiej Unii Esperanckiej. Zgodnie ze statutem stowarzyszenia z jednego państwa członkowskiego członkiem Europejskiej Unii Esperanckiej może być tylko jedno stowarzyszenie (Polskę reprezentuje Polski Związek Esperantystów). Celem stowarzyszenia jest między innymi zachęcanie i koordynacja działań promujących język esperanto i wiedzę o nim. Od października 2011 roku przewodniczącym organizacji jest Irlandczyk Seán Ó Riain.